# Chorispora sabulosa
Chorispora sabulosa là một loài thực vật có hoa trong họ Cải. Loài này được Cambess. mô tả khoa học đầu tiên năm 1841.